# 니시타치카와역
니시타치카와역(일본어: 西立川駅, にしたちかわえき)은 일본 도쿄도 다치카와시에 있는 철도역이다.

## 타는 곳
| 1 | ■ 오메 선 | 하이지마·오메·오쿠타마 방면 이쓰카이치 선에 직결 운행 무사시이쓰카이치 방면 |
| 2 | ■ 오메 선 | 다치카와·신주쿠·도쿄 방면                                                   |

## 역세권 정보
- 쇼와 기념 공원
- 육상자위대 다치카와 주둔지

## 역사
- 1930년 7월 16일: 영업 개시.

## 인접역
| 동일본 여객철도 오메 선 | 동일본 여객철도 오메 선 | 동일본 여객철도 오메 선  |
| ----------------------- | ----------------------- | ------------------------ |
| 다치카와 다치카와 방면  | 오메 선                 | 히가시나카가미 오메 방면 |